# Lophothericles kongoni
Lophothericles kongoni är en insektsart som först beskrevs av Sjöstedt 1909.  Lophothericles kongoni ingår i släktet Lophothericles och familjen Thericleidae. Inga underarter finns listade i Catalogue of Life.